# Xi Boötis
Xi Bootis (ξ Boo, ξ Boötis) è una stella binaria posta a 21,9 anni luce dal sistema solare, nella costellazione del Boote, il Pastore.
Le due stelle del sistema, una nana gialla e una nana arancione, sono distanziate da un minimo di 16,5 a un massimo di 51 UA, con un periodo orbitale di 151,6 anni e un'inclinazione orbitale, dal punto di vista della Terra, di 139°.

## Osservazione
Xi Bootis è una stella dell'emisfero celeste boreale, tuttavia grazie alla sua posizione non fortemente settentrionale, può essere osservata dalla gran parte delle regioni della Terra.
La magnitudine complessiva di Xi Bootis, pari a 4,59, fa sì che possa essere scorta solo con un cielo sufficientemente libero dagli effetti dell'inquinamento luminoso. La stella si trova 2° a est della brillante Arturo e le componenti del sistema binario possono essere risolte anche con un piccolo telescopio.
Il periodo migliore per la sua osservazione nel cielo serale ricade nei mesi compresi fra fine marzo e agosto; nell'emisfero nord è visibile anche verso l'inizio dell'autunno, grazie alla declinazione boreale della stella, mentre nell'emisfero sud può essere osservata limitatamente durante i mesi tardo-autunnali australi.

## Caratteristiche del sistema
Xi Bootis A è una stella di sequenza principale simile al Sole, di classe spettrale G8-Ve. Possiede il 96% della massa, l'87 del raggio e il 60% della luminosità del Sole. Xi Bootis B è invece una stella giallo-arancione (classe spettrale K5-Ve) con il 67% della massa del Sole e il 12% della sua luminosità. La stella principale è una variabile BY Draconis, con la luminosità che varia dalla magnitudine 4,52 alla 4,67 in un periodo di poco più di 10 giorni.
Entrambe le stelle sono magneticamente attive e la principale in particolare presenta una forte attività cromosferica, che suggerisce che la stella sia piuttosto giovane. Tuttavia, la mancanza di un disco circumstellare evidente, come quello presente attorno a Epsilon Eridani, induce gli astronomi a pensare che la stella sia molto più vecchia di quanto creduto in precedenza. Anche studi recenti sono piuttosto discordanti circa l'età della componente principale: Mamajek et al. in uno studio del 2008, la stimano di soli 200 milioni di anni, mentre la stima di Gonzalez et al. del 2010 è di 3,3 ± 2,8 miliardi di anni, dunque con un alto margine d'errore che lascia parecchia incertezza sull'età della stella.

## Ricerca di compagni sub-stellari
Considerando che almeno la principale è piuttosto simile al Sole, è stato ipotizzato che il sistema potrebbe ospitare pianeti terrestri in grado di sostenere la vita. Il non aver trovato nane brune, pianeti giganti o gioviani caldi nel sistema è stato giudicato un fatto positivo per la presenza di pianeti di tipo terrestre nella zona abitabile di Xi Bootis A. La distanza ottimale per un pianeta simile alla Terra per poter avere acqua liquida in superficie sarebbe di 0,7 UA dalla componente principale. A quella distanza il periodo orbitale sarebbe di 221 giorni. La zona abitabile di Xi Bootis B sarebbe centrata invece a circa 0,25 dalla stella. Con i metodi attuali gli astronomi trovano difficile rilevare un pianeta terrestre attorno a queste stelle.